# Alex-Ceslas Rzewuski
Alex-Ceslas Rzewuski (* 12. März 1893 in Kars, Osmanisches Reich; † 13. September 1983 in Venedig) war ein polnisch-französischer Aristokrat, römisch-katholischer Geistlicher, Dominikaner, Maler und Grafiker.

## Leben

### Jugend in Russland
Rzewuski war der Sohn der Russin Katerina Lubarsky-Fluki (1862–1909) und des polnischen Generals Adam Rzewuski (1847–1932). Er war ein Großneffe Balzacs. Rzewuski wuchs in Kars, Chotyn, Pjatigorsk, Wladikawkas und Sankt Petersburg auf. Mit 16 Jahren (nach dem Tod seiner Mutter) machte er seine erste Luxus-Reise nach Italien und Frankreich zu Verwandten aus dem polnischen Hochadel. Zahlreiche weitere werden folgen. Nach einem Jurastudium belegte er in Sankt Petersburg Kurse in einer Zeichenakademie. Bei Ausbruch des Ersten Weltkriegs wurde ihm die Leitung eines Sanitätszugs anvertraut. Als Folge eines ekstatischen Erlebnisses trat er Ende 1916 vom russisch-orthodoxen zum römisch-katholischen Glauben über. 1917 diente er in Kiew als Dolmetscher beim französischen General Georges Tabouis (1867–1957).

### Künstler in Paris
Im Frühjahr 1919 floh er mit der Familie im Zug nach Triest und von dort allein nach Capri und Rom. Im Juni 1919 ließ er sich dauerhaft in Paris nieder, verkehrte in der High Society unter Adligen, Reichen, Prominenten und Künstlern und machte sich einen Namen als gut bezahlter Porträtzeichner (Kaltnadelradierungen), Kostümzeichner und Illustrator. Elsa Maxwell, Felix Felixowitsch Jussupow, Nicolas Nabokov, seine Tante Catherine Radziwill, Misia Sert, Ganna Walska, Liane de Pougy, Jeanne Lanvin und viele andere Berühmtheiten gehörten zu seinem Bekanntenkreis.

### Mönch in Saint-Maximin-la-Sainte-Baume
1926 geriet er in eine Lebenskrise und wurde von Józef Czapski mit Jacques Maritain bekannt gemacht, der ihn an Vladimir Ghika verwies. Dieser erreichte seine Bekehrung. Auf der Suche nach der ihm angemessenen kontemplativen Lebensform lernte er die Benediktiner von Solesmes kennen, entschied sich aber für die Dominikaner des Klosters Saint-Maximin-la-Sainte-Baume. Unter abenteuerlichen Umständen nutzte er die öffentlich angekündigte Reise in die Vereinigten Staaten zur nächtlichen Flucht ins Kloster. Dort wurde er am 1. Februar 1927 eingekleidet und nahm den Ordensnamen Marie-Ceslas an. Sein Novizenmeister war Hyacinthe Lacomme (1859–1945). Am 2. Februar 1931 machte er die feierliche Profess. Am 22. Juli 1932 wurde er in Anwesenheit von Ghika und Maritain zum Priester geweiht. In Saint-Maximin-la-Sainte-Baume entstand eine Freundschaft zu Raymond Léopold Bruckberger (1907–1998).

### Dominikaner in Freiburg in der Schweiz
1933 wurde er zum geistlichen Leiter des internationalen Seminars der Dominikaner in Freiburg (Schweiz) ernannt. Gleichzeitig oblag ihm die geistliche Betreuung des Dominikanerinnenklosters Estavayer-le-Lac. In Freiburg freundete er sich mit Jean de Menasce und dem späteren Kardinal Charles Journet an. 1939 erreichte er die Bekehrung von Julien Green. Durch den Tod seiner Schwester Ada und seines Schwagers Adam Lubomirski in Rowno und die daraus resultierende Sorgepflicht für seine Nichte Ada (1928–2018) wurde er am Übertritt zu den Kartäusern gehindert, die er von Montrieux und La Valsainte her kannte und die das ihm vorschwebende Kontemplationsideal besser verkörperten als die Dominikaner. 

### Dominikaner in Toulouse, La Sainte Baume und Prouille
Von 1946 bis 1951 war Rzewuski in Toulouse Novizenmeister, litt aber unter dem Graben, den er zwischen sich und der jungen Generation fühlte. 1951 abberufen, wurde er als einer von drei geistlichen Betreuern an die Grotte La-Sainte-Baume versetzt, wo er sich André Chouraqui zum Freunde machte. Ab 1955 war er Konventgeistlicher der Dominikanerinnen in Prouille. Dank einer anonymen Mäzenin baute er seine Einsiedelei komfortabel aus und ließ die Basilika restaurieren. Ab 1956 stieg er zum päpstlichen Delegierten für die südfranzösische Föderation der Dominikanerinnen (8 Klöster) auf und 1958 zum apostolischen Visitator (bis 1970). Als solcher unternahm er zahlreiche Reisen in weite Teile der Welt. 1964 nahm er an einer Sitzung des Konzils teil. Ab 1970 fühlte er sich in Prouille als Starez. 1976 erschienen seine umfangreichen Memoiren. Er starb während eines Venedigaufenthaltes im Alter von 90 Jahren. Sein Grab ist auf der Isola di San Michele.

## Werke
- À travers l’invisible cristal. Confessions d’un dominicain. Plon, Paris 1976 (Vorwort von Gaston Palewski und Raymond Léon Bruckberger).
  - (italienisch) Confessioni di un domenicano. Dalle feste dei ruggenti anni Venti al silenzio del chiostro. Rusconi, Mailand 1984. Bompiani, Mailand 2001.
- (Hrsg.) Liane de Pougy: Mes cahiers bleus. Plon, Paris 1977.
- L’Instant. Testament d’un dominicain. Plon, Paris 1980.
- La double tragédie de Misia Sert. Cerf, Paris 2006.